# Pressglas
Pressglas är en metod att framställa glas genom att det pressas i en metallform. En press med kolv pressar in glasmassan i en öppningsbar form med hjälp av en hävarm. 
Att gjuta glas är en av de äldsta teknikerna för glastillverkning. Glasmassans höga viskositet gör det dock svårt att framställa glas i vanliga gjutformar. Det första patentet för tillverkning av pressat glas uttogs av amerikanen Deming Jarves, som samma år startade Boston and Sandwich Glass Company. Tekniken möjliggjorde billig glasframställning i stor skala i former som tidigare varit omöjliga och blev mycket snabbt spridd över världen och en rad förbättringar av tekniken utvecklades. Endast en kort tid efter det amerikanska patentet börjar även den franska glastillverkaren Baccarat att framställa pressglas. Fram till 1940-talet sköttes glaspressen med handkraft, men numera drivs pressarna vanligen av tryckluft.

## Pressglas i Sverige
Under 1820-talet hade fastblåsning i metallformar att introduceras vid flera svenska glasbruk. Enligt uppgift skall Cedersbergs glasbruk ha varit först ut med dessa försök, men även vid Reijmyre glasbruk förekom liknande försök. 1830 skickade Kosta glasbruk representanter till dessa glasbruk för att studera tillverkningen där och introducera den vid det egna glasbruket. 1834 visades pressglastillverkning i stor skala upp vid industriutställningen i Paris och lockade flera av de svenska glasbruken att intressera sig för tekniken och 1836 köpte Reijmyre sin första glaspress från J Åkerman i Stockholm. Formar köptes in från Frankrike vilka kopierades av Johan Wilhelm Bergström och brukssmeden Janne Eklund vid Finspångs bruk och redan 1837 tillverkades de första föremålen. Samma år inledde även Skönviks glasbruk tillverkning av pressglas, först i formar tillverkade i Frankrike men senare  av formar från Linderbergs klockgjuteri i Sundsvall. Kort därefter började även Kosta glasbruk att tillverka pressglas. I samband med att Fredrik Brusewitz som tidigare arbetat som förvaltare vid Skönviks glasbruk 1844 tillträdde en tjänst vid Eda glasbruk tog han över en glaspress och formar därifrån. Pressglaset kom därefter att bli en av Edas främsta produkter ända fram till nedläggningen 1953. Under andra hälften av 1800-talet tog ett flertal andra svenska glasbruk upp pressglastillverkning.